# Раян Паоло Арабеджо
Раян Паоло Арабеджо (нар. 30 жовтня 1989) — філіппінський плавець.
Учасник Олімпійських Ігор 2008 року.
Переможець Ігор Південно-Східної Азії 2007, 2009 років, призер 2005, 2011 років.